# Étoile de Scholz
Pour les articles homonymes, voir Scholz.
Désignations
L'étoile de Scholz (nommée d'après le nom de son découvreur Ralf-Dieter Scholz), également désignée WISE J072003.20-084651.2, souvent abrégé en WISE 0720-0846, est un système binaire se situant environ entre 17 et 23 années-lumière (soit entre 5,1 et 7,2 parsecs) du Soleil dans la constellation de la Licorne, près du plan galactique.

## Système binaire
L'objet primaire est une naine rouge de type spectral M9 et d'une masse égale à 86 fois celle de Jupiter. L'objet secondaire est probablement une naine brune de classe T5 d'une masse d'environ 65 fois celle de Jupiter. La masse totale du système n’excéderait pas 0,15 masse solaire. Les deux objets orbitent l'un autour de l'autre à une distance de 0,8 unité astronomique.

## Son passage dans le nuage d'Oort
Une équipe internationale menée par Eric Mamajek a établi que l'étoile de Scholz aurait traversé le nuage d'Oort il y a environ 70 000 ans. L'analyse de la trajectoire de cette naine rouge indique qu'elle s'est approchée au plus près du Soleil à environ 0,82 année-lumière, soit 52 000 unités astronomiques ou 8 000 milliards de kilomètres, une distance proche en termes de distances interstellaires. Ce passage rapproché pourrait avoir perturbé les trajectoires de certaines comètes à longue période qui composent le nuage d'Oort, mais la distance malgré tout modérée (l'étoile a une très faible probabilité d'avoir pénétré dans le nuage d'Oort interne) et la masse relativement faible du système fait que ces perturbations ont dû être modestes. Selon les connaissances actuelles, aucune autre étoile ne se serait autant approchée de notre propre système.

## Découverte
L'annonce de la découverte de cette étoile a été faite en novembre 2013 par l'astronome Ralf-Dieter Scholz du Leibniz-Institut für Astrophysik Potsdam (AIP) en Allemagne.